# Костыгин, Юрий Геннадьевич

Юрий Геннадьевич Костыгин (12 марта 1985, СССР) — российский футболист, игрок в мини-футбол. Бывший защитник  клуба «Норильский никель».

## Биография
Костыгин Юрий Геннадьевич является воспитанником «Норильского никеля». В течение нескольких сезонов он играл за вторую команду норильчан в Высшей лиге, призывался из неё в молодёжную сборную России. В 2006 году Юрий дебютировал в основной команде «Норильского никеля».
В 2009 году состав «Норильского никеля» существенно обновился, и в команде стали играть преимущественно воспитанники клуба. Костыгин стал капитаном и одним из лидеров обновлённой команды.
В 2012 году перешёл в стан московской команды "КПРФ" в которой провел несколько сезонов по 2014 год.
В 2014 году перебрался в профессиональный клуб из города Санкт-Петербурга МФК "Политех" в котором играл до 2016 года.
В 2016 году вернулся в родной Норильский Никель где играл до завершения профессиональной карьеры.
В 2018 году по завершении профессиональной карьеры перебрался в Санкт-Петербургский клуб высшей лиги города "Золотой" в котором играл до конца существования клуба и его трансформации в "СТД Петрович", в котором играет по настоящее время.
Является одним из лидеров и самых опытных игроков своей команды и чемпионата города в целом.
В 2022 стал главным тренером футзального клуба «Искра» базирующийся в городе Санкт-Петербург. Команда играет в первой лиге на первенство города.